# 倭の五王
倭の五王（わのごおう）は、中国南朝の宋（劉宋）の正史『宋書』に登場する倭国の5代の王、讃・珍・済・興・武をいう。5世紀初頭から末葉まで、およそ1世紀近くにわたり、東晋、宋、斉などの南朝に遣使入貢し（遣宋使）、また梁からも官職を授与された。倭の五王が記紀＝『古事記』（712年）と『日本書紀』（720年）における歴代天皇の誰に該当するかについては諸説ある（後述）。

## 概要
中国六朝（呉、東晋、宋、斉、梁、陳）の第3王朝である宋の正史『宋書』（513年ごろ完成）には、宋代（420年 - 479年）を通じて倭の五王の遣宋使が貢物を持って参上し、宋の冊封体制下に入って官爵を求めたことが記されている。宋に続く斉の正史『南斉書』（537年）、梁の正史『梁書』（619年）、南朝4代：宋、斉、梁、陳の正史『南史』（659年）においても、宋代の倭王の遣使について触れられている。また、宋に先立つ晋の正史『晋書』（648年）にも五王の先駆とも考えられる記事がある（後述）。一方、日本側の史料である『古事記』と『日本書紀』は宋への遣使の事実を記していないが、『日本書紀』は倭の五王に比定される歴代大王（天皇）のうち応神天皇・仁徳天皇・雄略天皇の時代に「呉」との間で遣使の往来があったとする（後述）。「呉」は六朝（南朝）最初の王朝であり、中華帝国そのものを意味したと考えられる。
倭の五王の遣宋使の目的は、中国の先進的な文明を摂取すると共に、中国皇帝の威光を借りることによって当時の倭（ヤマト王権）にまつろわぬ諸豪族を抑え、国内の支配を安定させる意図があったと推測される。倭王は自身のみならず臣下の豪族にまで官爵を望んでおり、このことから当時のヤマト王権の支配力は決して超越的なものではなく、まだ脆弱だったと見る向きもある。438年の遣使では、「珍」が「隋」ら13人に「平西・征虜・冠軍・輔国将軍」の除正（承認）を求めているが、このとき「珍」が得た「安東将軍」は宋の将軍表の中では「平西将軍」より1階高い位でしかなく、倭王の倭国内における地位は盟主的な存在であった可能性が窺える。451年にも、やはり倭済が23人に軍郡（将軍号・郡太守号）の授与を申請している。
また朝鮮半島諸国との外交を有利に進め、なおかつ4世紀後半以降獲得した朝鮮半島における権益に関して国際的承認を得ることも、遣宋使の重要な目的であった。5世紀の倭の五王はそれぞれ南朝の宋に対して、いずれも官爵を要請したことが知られるが、その政策の背景には、高句麗の南下に対抗して、朝鮮半島における軍事権を確保しようとする意図があったことが指摘されている。この倭王の官爵要請は、中国王朝から冊封されることによって、中国王朝を中心とする政治的秩序構造に参加し、それによって自国の権威を高め、高句麗に対抗しようとしたものであり、このことを最も明確に示しているのが、かの有名な武の上表であり、武の上表には、倭は宋の遠辺に位置するその藩国であり、宋のために周辺の小国を平定して宋の範囲を拡大したことが記載されており、これは宋を天下の中枢とみなし、宋による世界秩序を至上の秩序とする態度にほかならない。そのため、倭王たちは宋帝に朝鮮半島の軍事的支配権を承認するよう繰り返し上申し、上述の通り438年に珍は「使持節 都督 倭・百済・新羅・任那・秦韓・慕韓六国諸軍事 安東大将軍 倭国王」の承認を要求したが、「安東将軍倭国王」以外は却下された。
451年に南朝は、百済の1字を名乗る済に対して倭本国、新羅、任那、加羅、秦韓、慕韓の軍事的支配権を承認し、武も「使持節 都督 倭・新羅・任那・加羅・秦韓・慕韓六国諸軍事 安東大将軍 倭王」を授与されたが、南朝と国交のある百済だけは承認せず、武は百済に対する軍事的支配権の承認を繰り返し要求したことが記録されている。
『宋書』倭国伝にある、武の478年遣使の際の上表文には「東は毛人55国を征し、西は衆夷66国を服す。渡りては海北95国を平ぐ云々」とあって、大和朝廷の国土統一、朝鮮半島遠征の状況過程を伝え、百済の国名と父・済の名を出して思いを訴えている。
高句麗王は、395年に慕容宝によって「平州牧」となり「封遼東・帯方二国王」に封ぜられ、413年に東晋の安帝より「使持節 都督 営州諸軍事 征東将軍 高句麗王 楽浪公」に封冊され、420年には宋の武帝より「征東大将軍」に、422年には「散騎常侍」を加え「督平州諸軍事」を増され、時の高句麗王の称号は「使持節 散騎常侍 都督 営平二州諸軍事 征東大将軍 高句麗王 楽浪公」ということとなった。この称号の意味するところは、高句麗王の「楽浪」地方の支配権はもとより、北燕勢力下の「営・平二州」の軍事権をも認めたもので、実力が伴うならば、この地方を征服して治下におさめてもよろしいという宋の承認を、高句麗王は得たこととなる。
倭王は、430年までに「使持節 都督 倭・新羅・任那・秦韓・慕韓五国諸軍事 安東大将軍 倭王」に封ぜられていたものとみられるが、451年には確実に「使持節 都督 倭・新羅・任那・加羅・秦韓・慕韓六国諸軍事 安東大将軍 倭王」に封冊されている。倭王は、百済を除く南朝鮮の軍事的支配権を認められていた。
倭の五王と中国王朝との交渉は、421年の讃の宋への遣使にはじまるが、宋は前年の王朝創建時に周辺諸国王の将軍号を進め、高句麗王・百済王もその地位を薦められたが、倭王はこの昇進にあずからず、翌年に遣使して初めて任官されており、この違いは宋の前王朝である東晋との交渉の有無と関係があり、倭が東晋と正式な交渉を持っていなかったことを物語る、という指摘がある。
478年の遣宋使を最後として、倭王は宋代を通じて1世紀近く続けた遣宋使を打ち切っている。『日本書紀』における21代オホハツセノワカタケル＝大迫瀬幼武天皇（雄略天皇）の在位期間は「興」および「武」の遣使時期と重なり（後述）、このワカタケルと思しき名が記された稲荷山古墳出土鉄剣の銘文では、中国皇帝の臣下としての「王」から倭の「大王」への飛躍が認められる。また、江田船山古墳出土鉄刀の銘文には「治天下大王」の称号が現れている。このことから、倭王が中華帝国の冊封体制から離脱し、自ら天下を治める独自の国家を志向しようとした意思を読み取る見方もある。
あるいは、倭の五王が宋に使節を派遣したのは、宋が倭王の権威の保障となる存在であったからであり、斉に1度使節を派遣したものの2度目以降がなかったのは、斉が倭王の権威の保障にならない存在であったからであるとする見方もある。
七支刀の時代について『日本書紀』は百済との関係を、百済側が積極的に交渉を求めて来たのだと記述している。つまり、日本は百済に対してさほど関心がなかったということである。当時の百済は高句麗と激闘を繰り返し、高句麗王斯由を戦死に追い込むほど国力が盛んであり、372年には東晋から鎮東将軍・領楽浪太守の地位を与えられ、高句麗領の「楽浪」を支配する名目的な地位を獲得した。当時の百済は南方の任那にさして関心はなく、倭との関係を求めたのは、この任那に勢力を伸ばして来ている倭に関心を持ったからであろう。関心はやがて積極的に倭軍を利用しようとする動きに変わるが、その状況を物語るのが好太王碑である。好太王の主要な敵は日本（倭）であり、しかも繰り返し倭軍を攻撃している。倭がはるか平壌近くまで出兵する理由は百済の介在によって明らかとなり、百済の求めに応じて倭は派兵し、高句麗はそのため倭軍と戦わざるを得なかった。百済の救援要請は当然のことながら倭王の地位を高めることになり、それが倭の五王の「都督百済諸軍事」（百済を軍事的に支配する権限）の背景となる。好太王碑に好太王が新羅の要請を入れて倭軍と戦った記事もあり、倭の五王が称号に新羅における軍事支配権（「都督新羅諸軍事」）を主張する背景がここにある。しかも、新羅は高句麗の勢力を背景にして倭の勢力を排除するが、高句麗の勢力下に組み込まれたために、今度はこの高句麗を排除するため、倭の軍事力に依存しようとしたとも伝えられている。それがますます倭王の新羅に対する優位性、つまりは「都督新羅諸軍事」の主張の背景となった。「秦韓」は辰韓で新羅の母体であり、「慕韓」は馬韓で百済の母体である。これらの地域を新羅や百済が完全に制圧するまでは、新羅や百済に支配されることを望まない勢力があり、これらは倭に依存し、それが倭王の「都督秦韓・慕韓諸軍事」の背景となった。「任那」はかつての弁韓であり、新羅や百済には属さず、倭の勢力に依存し、独立的な様相を呈していた。「都督任那諸軍事」はこの任那に対する倭王の軍事支配権の主張である。その後、「都督諸軍事」に「加羅」が加号されるが、『南斉書』に建元元年（479年）加羅国王が独自に南斉に朝貢し、その王（荷知王）が「輔国将軍・加羅国王（または本国王）」に封冊されることと関係がある。つまり、高霊加羅の独立的な動きを背景にした称号追加だった。
倭の五王は『日本書紀』にはまったく記述がなく、『三国史記』にも直接的な対応史料はない。倭の五王は朝鮮諸国との関係からみれば、「使持節 都督倭・百済・新羅・任那・秦韓・慕韓六国諸軍事 安東大将軍 倭国王」（倭珍）とか、「使持節 都督倭・百済・新羅・任那・加羅・秦韓・慕韓七国諸軍事 安東大将軍 倭国王」（倭武）などの称号からうかがうことができるように、倭国は当然のこととして、百済、新羅、任那、秦韓、慕韓、加羅の南朝鮮全体を軍事的に支配しているようにみえるが、他方、倭王は宋に服属し、自らをその藩王の地位に位置づけていた。推古朝以来、「日出處天子致書日沒處天子無恙（日出づる処の天子、書を日没する処の天子に致す。恙無きや）」と、自らを隋の皇帝と同じく天子と位置づけ、中国との対等外交を求めた日本の古代貴族にとって、倭の五王の外交は認め難いことが、『日本書紀』編者が倭の五王に関する『宋書』などの中国史料の記述を採用せず、倭の五王について無視してしまった最大の理由とみられる。それでは『日本書紀』に倭の五王の関係記事がまったくないのかといえば、必ずしもそうでもない。前述のように『日本書紀』には応神天皇、仁徳天皇、雄略天皇の時に呉国と交渉をもったことが記されているが、呉国は三国時代の呉の地を指し、この地は倭の五王が交渉をもった宋の地である。また、倭讃は司馬曹達を宋に派遣したが、呉国に派遣されたのは、応神朝では阿知使主と都加使主、雄略朝では身狭村主青と檜隈民使博徳であったといい、雄略天皇は「大悪天皇」と天下の誹謗をうけたが、「唯愛寵する所は、史部の身狭村主青と檜隈民使博徳等のみ」であったといい、呉国に派遣されたのは渡来系の人々、しかも「史部」という文筆に携わっていた人々であった。

## 倭の五王の官職号
倭王たちは宋帝に、半島南部の軍事的支配権を承認するよう繰り返し上申した。珍は認められず、百済の1字を取って改名したかもしれない済は「使持節 都督 倭・新羅・任那・加羅・秦韓・慕韓六国諸軍事 安東将軍 倭国王」を授与された。新羅・任那・加羅・秦韓・慕韓の統治についての公認を得たものの、百済に関してはその後の武も含めてついに認められなかった。この理由としては、宋が北魏を牽制するため戦略上の要衝にある百済を重視したこと、倭と対立する高句麗（『宋書』における呼称は高驪）の反発を避けようとしたものと考えられる。また、倭王の将軍号は高句麗王・百済王と比較して常に格下であったが、これも同様に高句麗・百済の地政学的な重要性を考慮したものとする主張があり、特に韓国では、中国の官職制度は、四安将軍→四鎮将軍→四征将軍と昇進するため、高句麗王（「征東（大）将軍」）、百済王（「鎮東（大）将軍」）、倭王（「安東（大）将軍」）軍号には上下優劣関係がある、すなわち、東夷の諸王に正式に除正された地位は、高句麗を最上位とし、続いて百済、最後に倭という序列は、南北朝時代を通じて変わることはなく、その叙任にあたっては三国に対する重要度が反映しており、宋代を通じて三国間に身分の違いがあり、将軍号の序列において百済王より劣る倭王が百済の軍事的支配権を意味する「都督百済諸軍事」号を要求することなど論外という評価がある。朴鐘大は、「同じ時期の冊封が百済は鎮東大将軍であり、倭は序列が低い安東将軍に過ぎないにも拘わらず、百済を包含する韓半島南部を軍事的に支配したというのは論理的に成立しえない主張である」と述べている。これに対して、一見すると序列があるようにみえるが、事実は南朝（東晋・宋）への入貢順に東方将軍号の上位から授けられたもので、南朝側による格付けでもなく、また国際的評価によるものでもなく、三国間に上下優劣の関係はなく、倭に対する評価が高句麗・百済よりも低く、それが「安東（大）将軍」に表れているとみなすことはできないという反論がある。
坂元義種は、南朝が倭王の百済に対する軍事的支配権を承認しなかったのは、北魏を封じ込めるために国際政策上百済を重視し、「南朝が、最強の敵国北魏を締めつける国際的封鎖連環のなかに百済をがっちりとはめこんで、その弱化を認めまいとする、南朝の国際政策」であり、南朝が倭王の席次や軍号が百済王より下位であるため百済に対する軍事的支配権を承認しなかったという主張は、南朝は倭王の軍号を高めて百済の上位にすることはいくらでも可能であるため、「本末転倒した主張」と指摘している。
石井正敏は、倭王が百済王よりも下位であるなら、上位である「鎮東（大）将軍」である百済の軍事的支配権を、下位である「安東（大）将軍」である倭王が執拗に要求しているのは何故かという素朴な疑問が生じることを指摘している。南朝から冊封され、希望する官爵を自称し、除正を求めるだけでなく、部下にも南朝の将軍号を仮授した上で除正を求めている倭王が、南朝の官爵制度を理解していないことは考えられず、百済の軍事的支配権を主張した倭王は「安東（大）将軍」でも「都督百済諸軍事」号要求は可能であることを認識していたと考えざるを得ず、何故なら倭王が、自らの「安東（大）将軍」が百済王の「鎮東（大）将軍」よりも下位であり、「都督百済諸軍事」号要求が不当な要求であることを認識していたならば、百済王と同等の「鎮東（大）将軍」、さらに上位の「征東（大）将軍」を自称し、除正を要求する、あるいは承認されないことを承知の上でも自称するはずであり、それは高句麗との対決を明確にした武は、高句麗王と同等の待遇である「開府儀同三司」を自称し、除正を求めていることからも裏付けられる。　
坂元義種は、百済王に鎮東将軍が授与された40年後に高句麗王に百済王よりも上位である「征東将軍」が授与されていることから、任官の先後が、軍号の上下を決定するものではないと主張している。
これに対して石井正敏は、高句麗王が南朝から将軍号を授与された初見は413年であるが、高句麗の故国原王が355年に前燕に遣使して征東大将軍を授与されていること、また、高句麗王が336年と343年に東晋に朝貢しており、『晋書』には冊封の有無は記録されていないが、同一王（故国原王）による2度の朝貢に際して、朝貢しておきながら、見返りである官爵を求めなかったことは考え難いことから、少なくとも2度目の朝貢では軍号を授与されていることは考えられ、また東晋・宋が、いつ朝貢するかも分からない高句麗のために東方将軍号の最上位を空席にして待っていたとも考え難く、高句麗に先行して朝貢した百済に「征東将軍」を授与するのが自然であるにもかかわらず、百済王に「鎮東将軍」が授与されていることは、336年ないし343年の朝貢に際して高句麗王に「征東将軍」を授与されている可能性が高い。したがって、軍号授与は、高句麗→百済→倭の順となり、高句麗、百済、倭に対する東方将軍号は、南朝への入貢順に東方将軍号の上位から授与されたものであり、高句麗王、百済王、倭王に上下優劣があるという主張には従えず、倭王は南北朝時代を通じて「安東大将軍」を自称するに留まり、「鎮東（大）将軍」「征東（大）将軍」を要求しなかったのは、百済の軍事的支配権要求は「安東（大）将軍」で十分かつ「安東（大）将軍」は「鎮東（大）将軍」に劣るとは認識しておらず、実際に「安東（大）将軍」で「都督百済諸軍事」を得られると理解していたからであり、「安東（大）将軍」のままで「都督百済諸軍事」を要求したことに問題はなかったことを指摘している。また、倭王による「都督百済諸軍事」要求は、百済領は一地域二軍事権の対象外であり、制度上許可できないため、南朝が「都督百済諸軍事」を倭王に承認しなかったのは、すでに百済王に「都督百済諸軍事」を授与していたからであり、倭王の軍号が百済王の軍号に劣るという理由に基づくものではないことも指摘している。

## 「都督百済諸軍事」について
坂元義種の説
倭の五王が宋朝に繰り返し主張しながら認められなかった称号に「都督百済諸軍事」がある。475年、高句麗による百済王都漢城の攻撃、百済王の殺害、百済南遷などによる国難のなかで、百済は宋朝に朝貢する余力はなかった。長年、百済を軍事的支配権のなかに組み込もうとしていた倭王にとっては千載一遇の好機であり、この状況を明確に物語るのがいわゆる「武の上表文」である。武の上表文はきわめて巧みな論理構造をもつ。武は自らを宋朝の「臣」と名乗り、倭国を宋朝の忠実な外藩として位置づけ、歴代の倭王が宋朝に忠誠を尽くし、新しく王位を継承した武自身も宋朝の藩臣として朝貢したいと願うが、無道な高句麗が倭国の朝貢路にあたる百済を并呑しようとし、略奪・殺害を繰り返しており、武の父の済はこの朝貢路を塞ぐ高句麗を討伐すべく準備をととのえていたが、父は急死し、その後を継いだ兄もともになくなり、しばらくは父兄の喪に服していたが、喪も明けたことで、父兄の思いを晴らしたいと思い、もしも皇帝の徳をたまわり、高句麗を討伐できたら、武は前王と同じく宋朝に変わらぬ忠誠を尽くすつもりであり、そこで高句麗討伐に際して、武自身には開府儀同三司を、部下にはそれぞれの官号を仮授して、宋朝に対する忠節を励むよすがにしたいと願い出た。宋朝はこの上表文を受けて、たいそう困惑したこととみられ、武の要請は一見まことにもっともであるが、武が征伐したいと願う高句麗は宋朝にとっては対立する北魏に対抗するための重要国家であり、その弱体化は宋朝の望むところではなかった。また、武が求めている開府儀同三司はきわめて格の高い官号であって、倭王に与えられるようなものではない。さらに、武の主張するように百済が本当に高句麗によって併合されようとしているのであれば、倭王の願いを許可することは高句麗の離反を招くことにほかならず、宋朝は思案の結果、従来は新しい倭国王に与えてきた「安東将軍・倭国王」という地位を大幅に高めて、今回は、武をいきなり歴代の倭王の最高到達点であった「使持節 都督 倭・新羅・任那・加羅・秦韓・慕韓六国諸軍事 安東大将軍 倭国王」という地位につけることで、武の要望にこたえようとした。しかし、百済を軍事的支配下に置こうとした倭王の野望はこの千載一遇の好機にもかなえられず、倭王は中国王朝を介しての百済支配に限界を感じ、ついに長年の対中服属外交を絶った。
栗原薫の説
『好太王碑』によると、倭・高句麗戦争がはじまったのは399年である。『資治通鑑』によると、399年、高句麗宥和政策をとっていた後燕の慕容宝が死亡し、400年に慕容盛は、高句麗王が後燕に対する仕えが惰慢なので、兵3万を率いて襲い、新城と南蘇の二城を抜き、領土をひろげ、5千余戸の人民を後燕の旧領に移している。したがって、後燕が背後より高句麗を突き、倭国の戦果が好転したことを示唆する。『日本書紀』仁徳紀・十二年秋七月辛未朔癸酉「高麗国、鉄の盾、鉄の的を貢る」、八月庚子朔己酉「高麗の客を朝に饗へたまふ。是の日に、群臣及び百寮を集へて、高麗の献る所の鐵の盾、的を射しむ。諸の人、的を射通すこと得ず。唯的臣の祖盾人宿祢のみ、鉄の的を射て通しつ。時に高麗の客等見て、其の射ることの勝れたろを畏りて、共に起ちて拝朝す」とあり、仁徳十二年は甲申で、それを辛酉起点半年一年の紀年とすると、通常紀年は壬申か、壬寅となり、372年、402年、432年にあたるが、修正紀年で仁徳期に入る402年が妥当であり、腹背に後燕から攻撃を受けた高句麗は、倭国に使を出して妥協を試み、三韓は倭国に、帯方郡は高句麗にという妥協案をだしたとみられる。『日本書紀』雄略巻二十年には、高句麗によって百済がほぼ滅ぼされた時、高句麗王は百済を追撃せず「百済国は日本国の官家として、所由来遠久し、又其の王入りて天皇に仕ふること、四隣の共に識る所なり」と言ったとある。結果、高句麗が百済を追撃しなかったことから、百済は倭国より馬韓の熊成を得ることで国家を再建できた。したがって、倭王が宋に繰り返し要求した諸国諸軍事の官爵の諸国に慕韓（馬韓）を含め三韓及びそのうちの新羅、任那、加羅を入れる事は容易だったが、百済のみは入れる事ができなかったのは、百済はもともと帯方郡故地に建国した国であり、百済は帯方郡と同様にみられていたため、すなわち、倭・高句麗戦争における三韓は倭国に、帯方郡は高句麗にという妥協案の存在を示唆する。

## 年表
413年 から502年の間の中国正史の記録を年表にまとめると以下の通り。この中には倭王自身が使者を送ったか判然としないもの、倭王の名が伝えられないものもあるが、晋・宋・斉・梁の4代において、延べ9次の遣使および迎使（中国皇帝からの使者の受け入れ）と除正（官職授与）をおこなっている。
| 西暦  | 中国王朝 | 中国元号 | 倭王 | 用件 |
| ----- | -------- | -------- | ---- | --- |
| 413年 | 東晋     | 義熙9    | 讃？ | 高句麗・倭国及び西南夷の銅頭大師が安帝に貢物を献ずる。（『晋書』安帝紀、『太平御覧』） |
| 421年 | 宋       | 永初2    | 讃   | 宋に朝献し、武帝から除授の詔をうける。おそらく「安東将軍倭国王」。（『宋書』夷蛮伝） |
| 425年 | 宋       | 元嘉2    | 讃   | 司馬の曹達を遣わし、宋の文帝に貢物を献ずる。（『宋書』夷蛮伝） |
| 430年 | 宋       | 元嘉7    | ？   | 1月、宋に使いを遣わし、貢物を献ずる。（『宋書』文帝紀） |
| 438年 | 宋       | 元嘉15   | 珍   | これより先（前の意味、以下同）、倭王讃没し、弟珍立つ。この年、宋に朝献し、自ら「使持節都督倭・百済・新羅・任那・秦韓・慕韓六国諸軍事安東大将軍倭国王」と称し、正式の任命を求める。詔して「安東将軍倭国王」に除す。（『宋書』夷蛮伝） 4月、宋文帝、珍を「安東将軍倭国王」とする。（『宋書』文帝紀） 珍はまた、倭隋ら13人を平西・征虜・冠軍・輔国将軍にされんことを求め、許される。（『宋書』夷蛮伝） |
| 443年 | 宋       | 元嘉20   | 済   | これより先、珍と済が別人ならば珍が没し済が立った筈であるが『宋書』にはそうした記事は無い。この年、済は宋・文帝に朝献して、「安東将軍倭国王」とされる。（『宋書』夷蛮伝） |
| 451年 | 宋       | 元嘉28   | 済   | 宋朝・文帝から「使持節都督倭・新羅・任那・加羅・秦韓・慕韓六国諸軍事」を加号される。安東将軍はもとのまま。（『宋書』倭国伝） 7月、「安東大将軍」に進号する。（『宋書』文帝紀） また、上った23人も宋朝から将軍号・郡太守号を与えられる。（『宋書』夷蛮伝） |
| 460年 | 宋       | 大明4    | ？   | 12月、孝武帝へ遣使して貢物を献ずる。（『宋書』孝武帝紀） |
| 462年 | 宋       | 大明6    | 興   | これより先、済没し、世子の興が遣使貢献する。3月、宋・孝武帝、興を「安東将軍倭国王」とする。（『宋書』孝武帝紀、夷蛮伝） |
| 477年 | 宋       | 昇明1    | 武？ | 11月、遣使して貢物を献ずる。（『宋書』順帝紀） これより先、興没して弟の武立つ。武は自ら「使持節都督倭・百済・新羅・任那・加羅・秦韓・慕韓七国諸軍事安東大将軍倭国王」と称する。（『宋書』夷蛮伝） |
| 478年 | 宋       | 昇明2    | 武   | 上表して、自ら「開府儀同三司」と称し、叙正を求める。順帝、武を「使持節都督倭・新羅・任那・加羅・秦韓・慕韓六国諸軍事安東大将軍倭王」とする。（『宋書』順帝紀、夷蛮伝）（「武」と明記したもので初めて） |
| 479年 | 南斉     | 建元1    | 武   | 南斉の高帝、王朝樹立に伴い、倭王の武を「鎮東大将軍」（征東将軍）に進号。（『南斉書』東南夷伝） |
| 502年 | 梁       | 天監1    | 武   | 4月、梁の武帝、王朝樹立に伴い、倭王武を「征東大将軍」に進号する。（『梁書』武帝紀） |

最初の413年の遣使入貢は宋帝国に先立つ晋帝国（東晋）に対してのもので、『晋書』（648年）によると、「高句麗・倭国及び西南夷の銅頭大師が方物を献上した」とある。この記述について、高句麗と倭国の共同入貢とする解釈、高句麗が倭人の戦争捕虜を伴ったとする解釈、単に個別の入貢を一括して記したものとする解釈もあるが、詳細は不明である。ただし、後の『梁書』諸夷伝には「晋の安帝の時、倭王讃有り」という記述がある。 
479年と502年の記録はそれぞれ斉帝国（南斉）、梁帝国の建国時（479年・502年）のもので、これらは帝国建設・王朝交替に伴う事務的な任官であり、前王朝の官位を踏襲したものと考えられ、倭国の遣使があったか否かは明らかではない。確認できる最後の遣使は478年であり、史料上確実な倭国の次の遣使は600年・607年の遣隋使まで途絶えることとなる。ただし『愛日吟盧書画続録』収録の「諸番職貢図巻」題記における「倭が斉の建元年中に表を持ってきた」という記述から、斉への遣使を事実とする説もある。

## 天皇と倭の五王

### 比定
|                 |                 |                 |                 |                 |                 |            |            |            |            |            |            |  |  |  |  |  |  |
|                 |                 |                 |                 |                 |                 |            |            |            |            |            |            |  |  |  |  |  |  |
| 讃 (421, 425年) | 讃 (421, 425年) | 讃 (421, 425年) | 讃 (421, 425年) | 讃 (421, 425年) | 讃 (421, 425年) | 珍 (438年) | 珍 (438年) | 珍 (438年) | 珍 (438年) | 珍 (438年) | 珍 (438年) |  |  |  |  |  |  |
| 讃 (421, 425年) | 讃 (421, 425年) | 讃 (421, 425年) | 讃 (421, 425年) | 讃 (421, 425年) | 讃 (421, 425年) | 珍 (438年) | 珍 (438年) | 珍 (438年) | 珍 (438年) | 珍 (438年) | 珍 (438年) |  |  |  |  |  |  |
| 済 (443, 451年) |                 |                 |                 |                 |                 |            |            |            |            |            |            |  |  |  |  |  |  |
|                 |                 |                 |                 |                 |                 |            |            |            |            |            |            |  |  |  |  |  |  |
|                 |                 |                 |                 |                 |                 |            |            |            |            |            |            |  |  |  |  |  |  |
| 興 (462年)      | 興 (462年)      | 興 (462年)      | 興 (462年)      | 興 (462年)      | 興 (462年)      | 武 (478年) | 武 (478年) | 武 (478年) | 武 (478年) | 武 (478年) | 武 (478年) |  |  |  |  |  |  |

|    |    |    |    |    |    |    |    |    |    |    |    |    |    |    |    |    |    |  |  |  |  |
|    |    |    |    |    |    |    |    |    |    |    |    |    |    |    |    |    |    |  |  |  |  |
| 賛 | 賛 | 賛 | 賛 | 賛 | 賛 | 彌 | 彌 | 彌 | 彌 | 彌 | 彌 |    |    |    |    |    |    |  |  |  |  |
| 賛 | 賛 | 賛 | 賛 | 賛 | 賛 | 彌 | 彌 | 彌 | 彌 | 彌 | 彌 |    |    |    |    |    |    |  |  |  |  |
|    |    |    |    |    |    | 済 |    |    |    |    |    |    |    |    |    |    |    |  |  |  |  |
|    |    |    |    |    |    |    |    |    |    |    |    |    |    |    |    |    |    |  |  |  |  |
|    |    |    |    |    |    |    |    |    |    |    |    |    |    |    |    |    |    |  |  |  |  |
|    |    |    |    |    |    | 興 | 興 | 興 | 興 | 興 | 興 | 武 | 武 | 武 | 武 | 武 | 武 |  |  |  |  |

|                    |                    |                    |                    |                    |                    | 15 応神 (誉田別) |                  |                  |                  |                  |                  |                            |                            |                            |                            |                            |                            |                      |                      |                      |                      |                      |                      |  |  |  |  |  |  |  |  |  |  |  |  |  |  |  |  |
|                    |                    |                    |                    |                    |                    |                  |                  |                  |                  |                  |                  |                            |                            |                            |                            |                            |                            |                      |                      |                      |                      |                      |                      |  |  |  |  |  |  |  |  |  |  |  |  |  |  |  |  |
|                    |                    |                    |                    |                    |                    | 16 仁徳 (大鷦鷯) |                  |                  |                  |                  |                  |                            |                            |                            |                            |                            |                            |                      |                      |                      |                      |                      |                      |  |  |  |  |  |  |  |  |  |  |  |  |  |  |  |  |
|                    |                    |                    |                    |                    |                    |                  |                  |                  |                  |                  |                  |                            |                            |                            |                            |                            |                            |                      |                      |                      |                      |                      |                      |  |  |  |  |  |  |  |  |  |  |  |  |  |  |  |  |
|                    |                    |                    |                    |                    |                    |                  |                  |                  |                  |                  |                  |                            |                            |                            |                            |                            |                            |                      |                      |                      |                      |                      |                      |  |  |  |  |  |  |  |  |  |  |  |  |  |  |  |  |
| 17 履中 (去来穂別) | 17 履中 (去来穂別) | 17 履中 (去来穂別) | 17 履中 (去来穂別) | 17 履中 (去来穂別) | 17 履中 (去来穂別) | 18 反正 (瑞歯別) | 18 反正 (瑞歯別) | 18 反正 (瑞歯別) | 18 反正 (瑞歯別) | 18 反正 (瑞歯別) | 18 反正 (瑞歯別) | 19 允恭 (雄朝津間稚子宿禰) | 19 允恭 (雄朝津間稚子宿禰) | 19 允恭 (雄朝津間稚子宿禰) | 19 允恭 (雄朝津間稚子宿禰) | 19 允恭 (雄朝津間稚子宿禰) | 19 允恭 (雄朝津間稚子宿禰) |                      |                      |                      |                      |                      |                      |  |  |  |  |  |  |  |  |  |  |  |  |  |  |  |  |
| 17 履中 (去来穂別) | 17 履中 (去来穂別) | 17 履中 (去来穂別) | 17 履中 (去来穂別) | 17 履中 (去来穂別) | 17 履中 (去来穂別) | 18 反正 (瑞歯別) | 18 反正 (瑞歯別) | 18 反正 (瑞歯別) | 18 反正 (瑞歯別) | 18 反正 (瑞歯別) | 18 反正 (瑞歯別) | 19 允恭 (雄朝津間稚子宿禰) | 19 允恭 (雄朝津間稚子宿禰) | 19 允恭 (雄朝津間稚子宿禰) | 19 允恭 (雄朝津間稚子宿禰) | 19 允恭 (雄朝津間稚子宿禰) | 19 允恭 (雄朝津間稚子宿禰) |                      |                      |                      |                      |                      |                      |  |  |  |  |  |  |  |  |  |  |  |  |  |  |  |  |
|                    |                    |                    |                    |                    |                    |                  |                  |                  |                  |                  |                  |                            |                            |                            |                            |                            |                            |                      |                      |                      |                      |                      |                      |  |  |  |  |  |  |  |  |  |  |  |  |  |  |  |  |
| 市辺押磐           | 市辺押磐           | 市辺押磐           | 市辺押磐           | 市辺押磐           | 市辺押磐           | 木梨軽皇子       | 木梨軽皇子       | 木梨軽皇子       | 木梨軽皇子       | 木梨軽皇子       | 木梨軽皇子       | 20 安康 (穴穂)             | 20 安康 (穴穂)             | 20 安康 (穴穂)             | 20 安康 (穴穂)             | 20 安康 (穴穂)             | 20 安康 (穴穂)             | 21 雄略 (大泊瀬幼武) | 21 雄略 (大泊瀬幼武) | 21 雄略 (大泊瀬幼武) | 21 雄略 (大泊瀬幼武) | 21 雄略 (大泊瀬幼武) | 21 雄略 (大泊瀬幼武) |  |  |  |  |  |  |  |  |  |  |  |  |  |  |  |  |

倭の五王の天皇の比定については古くは室町時代から行われてきた。禅僧の瑞渓周鳳は「善隣国宝記」の中で讃を允恭天皇に充てている。江戸時代の松下見林は讃を履中天皇、珍を反正天皇、済を允恭天皇、興を安康天皇、武を雄略天皇と比定した。新井白石は「珍」は「瑞」、「済」はツーの読みで「津」、「興」はホンで「穂」であるとし、やはり反正、允恭、安康の天皇に比定した。
現在も有力な仮説として、オホハツセノワカタケル＝大泊瀬幼武天皇（雄略天皇）を「武」（倭武）とする説がある。『古事記』（712年）、『日本書紀』（720年）の記述の内容が、『宋書』（513年ごろ）、『梁書』（619年）や『三国史記』（1145年）などが伝える5世紀末の朝鮮事情とよく符合し、諱の一部である「ワカタケル」と思しき名が刻まれた鉄剣がやはり5世紀末頃の遺跡で見つかっていることから、同時代に在位していたオホキミ＝大王（スメラミコト＝天皇）である可能性があり、「武」という名も諱の一部である「タケ」または「タケル」を意訳したものと考えられる。『日本書紀』によれば先代のアナホ＝穴穂天皇（安康）は大泊瀬幼武天皇（雄略）の兄であり、先々代のオアサヅマワクゴノスクネ＝雄朝津間稚子宿祢天皇（允恭）は穴穂（安康）、大泊瀬（雄略）の父であり、その系譜は倭済の子が倭興でありその弟が倭武であると記す『宋書』の系譜と一致する。また、478年に「武」が奉った上表文に「にはかに父兄をうしなひ」（奄喪父兄）とあり、宿祢（允恭）の死後に跡を継いだ穴穂（安康）がわずか3年で暗殺されたという『古事記』『日本書紀』の記述とも整合性がある。このように「済」・「興」・「武」の人物比定については研究者の間で有力な仮説があるが、「讃」と「珍」の人物比定については『宋書』と『古事記』『日本書紀』の伝承に食い違いがあるため諸説あって特に有力な仮説は無い。
倭の五王といわれるが、倭王自身が使者を送ったか判然としないもの、倭王の名が伝えられないものもある。『宋書』倭国伝に見える倭人はのべ7人であり（讃・珍・隋・禰・済・興・武）、このうち宋帝に朝貢の表をおくったことが確実であるのが五王（讃・珍・済・興・武）である。五王のうち、『梁書』は「珍」ではなく「弥」を記す。右掲の系図に見られるように、『宋書』では「讃-珍」二代と「済-興-武」三代の間の系譜（続柄）が記されていないとされる。このことから、「讃-珍」と「済-興-武」との間に王統の断絶があったとする王朝交替説も存在する。
『梁書』は倭珍を記さず、『宋書』に載っていない倭弥を挙げて、倭弥と倭済の関係を父子であると記す。これは「珎（珍の俗字）」と「弥（彌の俗字）」を混同したものと解されるが、倭珍と倭弥とは別人であり倭王は6人いた（倭の六王）とする説もある。『宋書』倭武上表文に「祖祢（祖禰）」と見えることから、倭武の祖父は「祢」（倭祢）であったと解釈でき、これと倭珍を同一視する説もある。ただし「祢」は廟の意であり、「祖祢」は祖廟や遠祖とも解釈できる。
他の説として、「讃」は15代ホムタワケ＝応神で、「珍」をオホサザキ＝仁徳とする説や、「讃」が16代オホサザキ＝仁徳で、「珍」をミヅハワケ＝反正とする説などがある（後述）。上述のように「武」の名が雄略の諱の一部「タケル」の意訳とみられることから、他の王も同じであると考え、「讃」を応神の諱「ホムタワケ」の「ホム」から、「珍」を反正の諱「ミヅハワケ」の「ミヅ」から、「済」を允恭の諱「オアサヅマワクゴノスクネ」の「ツ」から、「興」を安康の諱「アナホ」の「アナ」を感嘆の意味にとらえたものから来ているという説もある。「済」は救済（救う）の意味があり『日本書紀』でも使われているため「スクネ」から来ているとも考えられ、「興」は安康天皇の名代が孔王部と書かれることから「アナ」の漢訳「孔」の同音字とも見られる。しかし、字義や語音の解釈は恣意的な解釈も可能であり、傍証にはなり得ても決め手になるとはいい難い。
一方、中国皇帝とヤマト王権の相互の遣使については『日本書紀』にみられるが『古事記』にみられないことや、ヤマト王権の大王が讃・珍・済・興・武などといった漢字一字の中国名を名乗ったという記録が存在しないこと、『古事記』に掲載された干支と倭の五王の年代に一部齟齬が見られることなどから「倭の五王」はヤマト王権とは別の国の王とする説も江戸時代から存在した。特に九州の首長であるとする説は根強く、古くは本居宣長が、記紀には聖徳太子より前に日本が中国に遣使した記録がない、倭王武の上表文の主題である日本と高句麗の対立という事実が記紀には全く書かれていないということを理由に熊襲による僭称を唱えていたほか、戦後も古田武彦が九州王朝説を唱えて一時期は学術誌に掲載されることもあった。
また、蘇 鎮轍氏は倭王武とは百済武寧王が祖国で即位する前に倭国にいて、そのときに使っていた称号だとしている。珍説に見られがちだが、父と兄が475年に高句麗に殺されたことが武の上表文の記載とよく一致すること、生年、即位年没年を考慮すると適切に当てはまること、以上から一考の余地はあり、より詳細な研究が望まれる。

## 倭の五王の関係性（『珍』と『済』の続柄について）

### 議論の経緯
1968年に刊行された「倭の五王」のなかで藤間生大は「宋書」倭国伝が『珍』と『済』の血縁関係を記さなかったのは、血縁関係がなかったからか、あったとしても済はその事実を無視して本人が初代であると主張したかのどちらかだという、当時としては斬新な問題提起を行った。
藤間の問題提起を積極的にうけとめたのが、原島礼二の「倭の五王とその前後」であった。さらに藤間ー原島説を継承する川口勝康の「巨大古墳と倭の五王」も発表され「二つの大王家」論は有力な説となった。
しかし吉村武彦は、最初の倭の五王は倭国の「倭」の字を姓として倭讃を名乗っていたこと。その後、元嘉15年の使者の派遣の際に「倭隋」ら１３人に平西・征虜などの将軍号が除正され認められているが、この倭隋も「倭」が姓で「隋」が名である王族の一人と推定される。問題となる珍と済との血縁関係は『宋書』文帝紀、元嘉28年条に『安東将軍倭王倭済』という記述があり、「倭王である倭済」とあり中国側は倭国王を父系の同一氏族集団として扱っており続柄が記されていないのはミスであろうと述べている。
また「倭」が倭国王の姓であることは、古く菅政友が「漢籍倭人考」で指摘し、朝鮮史研究者の武田幸男が「平西将軍・倭隋の解釈」の論文で説得的に述べたとも紹介している。
ちなみに「梁書」には珍と済は父子関係になっている。

### 血縁の有無を巡る説

#### 単一系統・同族集団説
2018年には河内春人が『倭讃』は「近年の研究で『倭』は国名ではなく姓であり、『讃』が名前にあたる」とし、一文字の名乗りは百済の影響であると論じている。続柄が不明な事から王朝交替説もある『倭済』についても遠縁からの即位など何等かの断絶があった可能性は認めつつも、基本的には「それ以前の倭国王と同族だったことは間違いない」として「父系の同族集団」であったと見ている。
水谷千秋は坂本義種、武田幸男が倭の五王は「倭」が姓で「讃」や「隋」が名前であることを明らかにしたとし、初代の讃から武まで一貫して倭という姓を名乗っている。関和彦はこのことから、「珍」と「済」は続柄こそ記されていないが、同じ父系親族の一員であると主張したとした。また倭王武の上表文を挙げてもし藤間らの考えるように珍と済に血縁関係はないとするならば、「武」にとっての「祖禰」は父の「済」と兄の「興」のふたりだけになるが、「祖禰」という表現はどう考えても数世代前の人々を含む表現であるとし、やはり五人の倭王は同じ父系親族に属していたと考えるのが順当だろうとしている。

#### 王統交代・多系統並立説
古市晃（神戸大学教授）は、珍と済の間に血縁関係を記してないことに対し、『宋書』は他の王朝の血縁関係には注意を払っており、珍と済に血縁関係が無いのは事実とみるべきであるとし、「記紀」の王統譜との対応関係を重視すれば、讃、珍はそれぞれ履中、反正であるとし、『宋書』と「記紀」の系譜の対応関係に注目するならば、済すなわち允恭以降とそれ以前の倭王とでは血縁関係がなく、倭王を輩出する王族集団は少なくとも複数存在したことになるのである。と指摘している
佐藤長門は、珍と済の続柄が記されていないのは、そこで王統の断絶が起こっており、血縁関係の無い王族グループが複数存在し、その中から王権の継承が行われていたとしている。
森公章は倭王が「倭」姓を共通としていることや百済と比べて家臣等と官爵の格差が少ないことから、倭国は王と同族または拮抗する多くの人々が王権を補佐する構造であり、讃、珍と済、興、武のつながりは不明としながらも二つの王統があった可能性を指摘している。

## 『古事記』『日本書紀』の紀年との対応関係
『古事記』に紀年の記述は無いが、分注として一部天皇の崩年干支（没年干支）を記す。この崩年干支を手がかりに歴代天皇を倭の五王を比定する説がある。『古事記』は天皇の崩年（没年、崩御の年）を次のように記す。
| 西暦  | 干支 | 代   | 名前 |
| ----- | ---- | ---- | ---- |
| 394年 | 甲午 | 15代 | 応神 |
| 427年 | 丁卯 | 16代 | 仁徳 |
| 432年 | 壬申 | 17代 | 履中 |
| 437年 | 丁丑 | 18代 | 反正 |
| 454年 | 甲午 | 19代 | 允恭 |
| 489年 | 己巳 | 21代 | 雄略 |
| 527年 | 丁未 | 26代 | 継体 |

『古事記』の天皇崩年干支がある程度正しく、また五王がすべて別々の王（大王）であったとすれば、「讃」＝オホサザキ＝大鷦鷯天皇（仁徳）、「珍」＝ミヅハワケ＝瑞歯別天皇（反正）、「済」＝オアサヅマワクゴノスクネ＝雄朝津間稚子宿祢天皇（允恭）、「興」＝アナホ＝穴穂天皇（安康）、「武」＝オホハツセノワカタケル＝大泊瀬幼武天皇（雄略）となる（数年程度の誤差は存在する）。1箇所、『宋書』の倭王系譜と明らかに矛盾する箇所がある。すなわち「珍」を「讃」の弟とする点である。
『古事記』が丁丑年＝437年に崩御したとする反正天皇は、『古事記』『日本書紀』によればイザホワケ＝去来穂別天皇（履中）からの兄弟継承であり、仁徳天皇の子である。履中天皇は430年以後に即位し、宋に遣使することなく438年以前に崩御したと考えられる。しかし「讃」を仁徳天皇、「珍」を反正天皇に比定すると、『宋書』倭国伝における「珍」を「讃」の弟とする記述と矛盾する。このように一定の限界はあるものの、『古事記』の天皇崩年干支により倭の五王が推測できる。一方、『日本書紀』の記述からは天皇崩年干支は次のように計算され、「讃」「珍」「済」がいずれも允恭天皇、「興」「武」がいずれも雄略天皇の治世となって大きく矛盾する。
| 西暦  | 干支 | 代   | 名前 | 説明               |
| ----- | ---- | ---- | ---- | ------------------ |
| 405年 | 乙巳 | 17代 | 履中 | 仁徳天皇の第一皇子 |
| 410年 | 庚戌 | 18代 | 反正 | 仁徳天皇の第三皇子 |
| 453年 | 癸巳 | 19代 | 允恭 | 仁徳天皇の第四皇子 |
| 456年 | 丙申 | 20代 | 安康 | 允恭天皇の第二皇子 |
| 479年 | 己未 | 21代 | 雄略 | 允恭天皇の第五皇子 |

このような矛盾はあるが、『日本書紀』の応神天皇紀と仁徳天皇紀に「呉」との外交記事があり、履中天皇紀と反正天皇紀には無いことを重視すれば「讃」は応神天皇、「珍」は仁徳天皇となる。応神天皇の外交記事は治世37年にあり、120年（干支2巡）繰り下げると西暦426年となり、「讃」の最後の遣使と思われる425年に近い。仁徳天皇の記事は治世58年にあり、60年（干支1巡）繰り下げると430年となり、『宋書』本紀にある倭国王（王名の記述なし）の遣使年と一致する。この説も応神天皇と仁徳天皇が兄弟となる点で『日本書紀』や『古事記』と矛盾するが、「彌（珍）」と「済」が親子という『梁書』の記事とは一致する。